# Tiller Futsal 2012-2013
Questa voce raccoglie le informazioni riguardanti il Tiller Futsal nelle competizioni ufficiali della stagione 2012-2013.

## Stagione
Il Tiller ha chiuso l'annata al 2º posto.

## Rosa
| N° | Naz.                | Ruolo | Sportivo                | Anno     |  |  |
| -- | ------------------- | ----- | ----------------------- | -------- |  |  |
|    | Norvegia (bandiera) | POR   | Erik Sivertsen          | 24.11.89 |  |  |
|    | Norvegia (bandiera) | DIF   | Jørn André Hugdal       | 13.01.88 |  |  |
|    | Norvegia (bandiera) | DIF   | Jon Arne Kråkenes       | 20.04.88 |  |  |
|    | Norvegia (bandiera) | DIF   | Kristoffer Sandtrøen    | 23.10.88 |  |  |
|    | Norvegia (bandiera) | DIF   | Ole-Johan Skrede        | 08.08.88 |  |  |
|    | Norvegia (bandiera) | LAT   | Kim André Brandtzæg     | 13.06.88 |  |  |
|    | Norvegia (bandiera) | LAT   | Pål André Helland       | 04.01.90 |  |  |
|    | Norvegia (bandiera) | UNI   | Asgeir Snekvik          | 14.04.88 |  |  |
|    | Norvegia (bandiera) | UNI   | Eirik Valla Dønnem      | 21.07.90 |  |  |
|    | Norvegia (bandiera) | PIV   | Rune Langørgen          | 02.12.84 |  |  |
|    | Norvegia (bandiera) |       | Rune Bach               |          |  |  |
|    | Norvegia (bandiera) |       | Frode Bergmann          |          |  |  |
|    | Norvegia (bandiera) |       | Christian Eggen Rismark | 01.08.91 |  |  |
|    | Norvegia (bandiera) |       | Marius Garstad          |          |  |  |
|    | Norvegia (bandiera) |       | Bendik Hellstrøm        |          |  |  |
|    | Norvegia (bandiera) |       | Mats Henriksen          |          |  |  |
|    | Norvegia (bandiera) |       | Niklas Iversen          |          |  |  |
|    | Norvegia (bandiera) |       | Marius Larsen           |          |  |  |
|    | Norvegia (bandiera) |       | Jo Nørstebø             |          |  |  |
|    | Norvegia (bandiera) |       | Jørgen Østerås          |          |  |  |
|    | Norvegia (bandiera) |       | Vegard Skorstad         | 14.05.87 |  |  |
|    | Norvegia (bandiera) |       | Nikolai Skotnes         |          |  |  |
|    | Norvegia (bandiera) |       | Olav Wist               |          |  |  |

## Risultati

### Eliteserie

#### Girone di andata
| Oslo 3 novembre 2012, ore 19:00 1ª giornata | Horten   | 6 – 8 referto | Tiller | KFUM-Hallen\| Arbitro: \| Pedersen \| |
| Arbitro:                                    | Pedersen |               |        |                                       |

| Oslo 4 novembre 2012, ore 14:30 2ª giornata | Grorud   | 6 – 5 referto | Tiller | KFUM-Hallen\| Arbitro: \| Pedersen \| |
| Arbitro:                                    | Pedersen |               |        |                                       |

| Tiller 12 dicembre 2012, ore 20:30 3ª giornata | Tiller  | 5 – 3 referto | Nidaros | KVT Hallen\| Arbitro: \| Krokdal \| |
| Arbitro:                                       | Krokdal |               |         |                                     |

| Larvik 1º dicembre 2012, ore 16:15 4ª giornata | Tiller          | 7 – 0 referto | Solør | Arena Larvik\| Arbitro: \| Kiil Andreassen \| |
| Arbitro:                                       | Kiil Andreassen |               |       |                                               |

| Larvik 2 dicembre 2012, ore 14:30 5ª giornata | Tiller | 3 – 3 referto | Nesjar | Arena Larvik\| Arbitro: \| Tvedt \| |
| Arbitro:                                      | Tvedt  |               |        |                                     |

| Larvik 15 dicembre 2012, ore 11:00 6ª giornata | Tiller    | 9 – 2 referto | Kongsvinger | Arena Larvik\| Arbitro: \| Myklebust \| |
| Arbitro:                                       | Myklebust |               |             |                                         |

| Tiller 16 dicembre 2012, ore 13:00 7ª giornata | Vegakameratene | 2 – 4 referto | Tiller | KVT Hallen\| Arbitro: \| Myklebust \| |
| Arbitro:                                       | Myklebust      |               |        |                                       |

| Stjørdal 5 gennaio 2013, ore 15:30 8ª giornata | KFUM Oslo | 2 – 6 referto | Tiller | Stjørdalshallen\| Arbitro: \| Krokdal \| |
| Arbitro:                                       | Krokdal   |               |        |                                          |

| Stjørdal 6 gennaio 2013, ore 14:30 9ª giornata | Vadmyra | 5 – 8 referto | Tiller | Stjørdalshallen\| Arbitro: \| Tvedt \| |
| Arbitro:                                       | Tvedt   |               |        |                                        |

#### Girone di ritorno
| Stjørdal 2 febbraio 2013, ore 19:00 10ª giornata | Tiller       | 6 – 5 referto | Horten | Stjørdalshallen\| Arbitro: \| Solum Lystad \| |
| Arbitro:                                         | Solum Lystad |               |        |                                               |

| Fyllingsdalen 3 febbraio 2013, ore 11:00 11ª giornata | Tiller  | 2 – 2 referto | Grorud | Framohallen A\| Arbitro: \| Iversen \| |
| Arbitro:                                              | Iversen |               |        |                                        |

| Tiller 3 marzo 2013, ore 19:00 12ª giornata | Nidaros   | 2 – 5 referto | Tiller | KVT Hallen\| Arbitro: \| Myklebust \| |
| Arbitro:                                    | Myklebust |               |        |                                       |

| Oslo 16 febbraio 2013, ore 19:00 13ª giornata | Solør     | 4 – 3 referto | Tiller | KFUM-Hallen\| Arbitro: \| Eidhammer \| |
| Arbitro:                                      | Eidhammer |               |        |                                        |

| Oslo 17 febbraio 2013, ore 12:45 14ª giornata | Nesjar    | 1 – 6 referto | Tiller | KFUM-Hallen\| Arbitro: \| Eidhammer \| |
| Arbitro:                                      | Eidhammer |               |        |                                        |

| Kongsvinger 19 gennaio 2013, ore 19:30 15ª giornata | Kongsvinger | 3 – 3 referto | Tiller | Tråstadhallen\| Arbitro: \| Pedersen \| |
| Arbitro:                                            | Pedersen    |               |        |                                         |

| Tiller 15 dicembre 2012, ore 18:00 16ª giornata | Tiller  | 1 – 1 referto | Vegakameratene | KVT Hallen\| Arbitro: \| Krokdal \| |
| Arbitro:                                        | Krokdal |               |                |                                     |

| Stjørdal 16 marzo 2013, ore 17:15 17ª giornata | Tiller  | 4 – 5 referto | KFUM Oslo | Stjørdalshallen\| Arbitro: \| Iversen \| |
| Arbitro:                                       | Iversen |               |           |                                          |

| Stjørdal 17 marzo 2013, ore 16:15 18ª giornata | Tiller       | 6 – 3 referto | Vadmyra | Stjørdalshallen A\| Arbitro: \| Solum Lystad \| |
| Arbitro:                                       | Solum Lystad |               |         |                                                 |